# Ванденбрук, Николь
Нико́ль Ванденбру́к (нидерл. Nicole Vandenbroeck; 9 ноября 1946, Мейсе, Халле-Вилворде — 17 апреля 2017) — бельгийская шоссейная и трековая велогонщица. Успешно выступала на национальном уровне в период 1967—1979 годов, победительница шоссейного чемпионата мира в Барселоне, пятикратная чемпионка Бельгии на шоссе и четырёхкратная чемпионка страны на треке в индивидуальной гонке преследования.

## Биография
Николь Ванденбрук родилась 9 ноября 1946 года в муниципалитете Мейсе провинции Фламандский Брабант, Бельгия.
На юниорском уровне выигрывала медали национального значения уже начиная с 1965 года.
Впервые заявила о себе среди взрослых спортсменок в 1967 году, выиграв бронзовую медаль на трековом чемпионате Бельгии в индивидуальной гонке преследования. Год спустя завоевала серебряную медаль в зачёте шоссейного национального первенства, ещё через год одержала победу на шоссе и стала второй на треке в гонке преследования.
В 1970 году защитила звание чемпионки страны по шоссейному велоспорту.
В 1972 году стала второй на шоссейном национальном первенстве, уступив на финише Мариетт Ленен.
Наибольшего успеха в своей спортивной карьере добилась в сезоне 1973 года, когда вернула себе звание чемпионки на шоссе, вошла в основной состав бельгийской национальной сборной и удостоилась права защищать честь страны на шоссейном чемпионате мира в Барселоне, откуда так же привезла награду золотого достоинства, обогнав всех своих соперниц.
После мирового первенства ещё достаточно долго продолжала выступать на самом высоком уровне, добавив в послужной список несколько национальных титулов: ещё два раза становилась чемпионкой Бельгии на шоссе (1974, 1977) и четыре раза выигрывала гонку преследования на треке (1975, 1976, 1977, 1979), став таким образом девятикратной чемпионкой страны по велоспорту.
Последний раз показала сколько-нибудь значимый результат в велоспорте в сезоне 1980 года, когда приняла участие в женской однодневной гонке в итальянской коммуне Вертемате-кон-Миноприо, где заняла итоговое шестое место. Вскоре по окончании этих соревнований приняла решение завершить карьеру профессиональной спортсменки.
Умерла 17 апреля 2017 года в возрасте 70 лет.